# 桑夸拉山脈
桑夸拉山脈是西非國家尼日利亞的山脈，位於該國東南部克里斯河州，平均海拔高度1,800米，該山脈氣候清涼，每年吸引不少遊客前往。